# 神戸市立六甲アイランド小学校
神戸市立六甲アイランド小学校（こうべしりつ ろっこうアイランドしょうがっこう）は、兵庫県神戸市東灘区向洋町中2丁目に所在する公立小学校。六甲アイランドに位置する。

## 沿革
出典
- 1993年（平成5年）
  - 4月1日 - 神戸市立向洋小学校から分離し、神戸市立六甲アイランド小学校創設開校。
  - 4月x日 - オープニングセレモニー開催。第1回入学式挙行。
  - 10月 - 開校記念式挙行。
- 1994年（平成6年）3月 - 第1回卒業式挙行。最初の卒業生は72名。
- 1995年（平成7年）
  - 1月17日 - 5時46分頃、阪神・淡路大震災発生。本校に避難者約2000名受入。その後、東灘区救援対策物資の基地となる。
  - 2月6日 - 学校再開（登校児童は206名）。
  - 2月7日 - ライフライン（上水道）復旧。
  - 2月8日 - ライフライン（ガス）復旧。
  - 2月20日 - 福池小学校が本校にて学校再開。ただし、福池小学校第4学年から6学年児童のみ[2]。
  - 3月3日 - 福池小学校が自校に戻る[2]。
- 1997年（平成9年）3月 - コンピュータ室完成。
- 1998年（平成10年）3月 - 増築校舎完成。
- 2000年（平成12年）
  - 4月 - 情緒障害児学級認可され、2クラスになる。
  - 7月 - 地盤沈下防止床下工事。
- 2001年（平成13年）
  - 1月 - プール渡り橋設置。
  - 7月 - 県警ホットライン設置、防犯ブザー配布。
  - 12月 - エレベーター設置。
- 2002年（平成14年）
  - 3月 - 防犯カメラ設置。
  - 11月 - 創立10周年記念音楽会開催。
- 2004年（平成16年）
  - 1月 - 学校公開デー実施。
  - 8月 - 保護者寄贈により、教室に扇風機を設置。
- 2005年（平成17年）
  - 3月 - 障害児教室新設。肢体不自由障害児学級認可され、3クラスになる。
  - 5月 - クラブハウス完成。
  - 8月 - 通用門に電磁ロックを取付。
  - 12月 - ブランコ・すべり台取替。
- 2009年（平成21年）
  - 5月 - 放送設備補修完了。
  - 6月 - 体育館配線工事実施。
  - 7月 - 電話工事（ナンバーディスプレイ化）。同月、警備会社変更。
  - 8月 - 陥没のため掘削調査開始。
  - 9月 - KEMSステップキックオフ。
  - 10月 - 職員防犯訓練（不審者）実施。
- 2010年（平成22年）
  - 2月 - 臨時保護者会総会開催し、PTA設立可決。
  - 5月 - 第1回PTA総会開催。
- 2012年（平成24年）
  - 3月 - 体育館周辺での地盤沈下改修工事。
  - 6月 - 20周年記念航空写真撮影。
  - 10月 - 津波想定避難訓練実施。
  - 11月 - 20周年記念音楽会開催。
  - 時期不明 - グリーンウェイブ2012に参加（創立20周年記念事業）[3]。
- 2013年（平成25年）
  - 5月 - 全校防災体験学習実施。
  - 7月 - 夏休みプール指導実施。
- 2014年（平成26年）1月 - 避難訓練実施し、防災集会開催。
- 2020年（令和2年）
  - 3月2日 - この日から、新型コロナウイルス感染症対策のため、臨時休校の措置を採る。
  - 6月1日 - この日から、分割登校の形で、学校再開。
  - 6月9日 - 校舎から、簡易給食開始。
  - 6月15日 - この日から、通常給食開始し、全面学校再開。
  - 8月18日 - 夏季休業日短縮により、この日2学期始業式挙行。

## 通学区域
- 神戸市東灘区[4]
  - 向洋町中1丁目
  - 向洋町中2丁目
  - 向洋町中3丁目
  - 向洋町中4丁目
  - 向洋町中9丁目
  - 向洋町東1丁目
  - 向洋町東2丁目
  - 向洋町東3丁目
  - 向洋町東4丁目

## 校区内の主な施設
- 神戸市立向洋中学校 - 主な進学先中学校で、なおかつ敷地が隣接。
- 社会福祉法人ぶどうの枝福祉会光の子認定こども園 - 進級前こども園のひとつ。
- 学校法人熊見学園夢の星幼稚園 - 進級前幼稚園のひとつ。
- 学校法人高羽六甲アイランド小学校
- 神戸国際大学
- リエゾンドライビングスクール
- 神戸市消防局東灘消防署六甲アイランド出張所
- 兵庫県警東灘警察署六甲アイランド交番
- 神戸動植物環境専門学校
- なお、校地東側にある六甲アイランドシティヒル東緑地の東側は、東神戸港の港湾施設やフェリーターミナルなどがある。

## 交通
- 神戸新交通六甲アイランド線アイランドセンター駅より東400m

## 通学区域が隣接している学校
- 神戸市立向洋小学校
- 神戸市立住吉小学校 （海を挟んで隣接。）
- 神戸市立魚崎小学校 （海を挟んで隣接。）